# Abbaye des amis réunis
L'Abbaye des Amis Réunis est une association de tir sportif de Suisse.

## Histoire
Localisée à Montricher dans la région d'Aubonne, elle a été fondée en 1838. Elle organise une fête tous les quatre ans.